# Audisme
Ne doit pas être confondu avec Autisme.
L’audisme est un néologisme utilisé depuis la fin du XXe siècle pour qualifier les préjugés négatifs et l'hostilité manifestée à l'égard des sourds. C'est une forme de discrimination.
Ce phénomène de société ne se limite pas à une forme de capacitisme (discrimination contre les personnes handicapées) puisqu'il concerne un groupe social et linguistique minoritaire, est, pour des militants de la communauté Sourde, comparable au racisme, à l'âgisme ou encore au sexisme.

## Terminologie

### Audisme
Le mot audisme est composé de deux morphèmes : le radical aud- qui vient du verbe latin audire (entendre), et le suffixe -isme servant à designer un système de pratique, le comportement, la croyance ou l'attitude.
Une définition simple serait : attitude négative ou oppressive envers les personnes sourdes, exercée par des personnes et des organisations sourdes ou entendantes.
Le terme "audism" a été inventé aux États-Unis en 1975, par Tom Humphries, dans sa thèse de doctorat non publiée Audism: The making of a word,:
« The notion that one is superior based on one's ability to hear or to behave in the manner of one who hears. »
« L'idée que quelqu'un est supérieur, sur la base de sa capacité à entendre ou à se comporter de la manière de celui qui entend. »
Dans les années 1990, Harlan Lane reprend ce terme, notamment dans son livre the Mask of Benevolence: Disabling the Deaf Community (1992).
Le terme « audisme »  ne figurant actuellement dans aucun dictionnaire de la langue française, des membres de la Fédération nationale des sourds de France militent pour son entrée.

### Audiste
Les personnes qui pratiquent l'audisme sont appelés audistes. Les audistes peuvent être entendants ou sourds.
Toutefois, le nom « audiste »  ne figure pas dans un dictionnaire de langue française.

## Exemples historiques
(avril 2018).
- Si vous ne connaissez pas le sujet, laissez ce bandeau (vous pouvez alors contacter les auteurs).
- Si vous supprimez le contenu mis en cause (vous pouvez préalablement contacter les auteurs),

argumentez précisément cette suppression dans la page de discussion
(un manque de référence n'est pas un argument ; une recherche réelle de référence doit avoir été effectuée, être formellement documentée).
- Lors du Congrès de Milan, le troisième congrès international sur l'éducation des sourds, à Milan, en 1880, au terme de débats entre entendants au sujet des modes d'éducation des jeunes sourds, sans aucune consultation des sourds, l'éducation orale est choisie au détriment de l'éducation en langue des signes.
- Dans la région de Valais en Suisse, quelques conseillers municipaux acceptent le mariage des sourds en imposant la condition : être stérilisé. On note deux témoignages bernois dans une correspondance de 1947 : 
  - « Le conseiller municipal m’a conseillé de me faire ligaturer, sinon nous n’aurions pas eu l’autorisation de nous marier. Malgré nos protestations nous avons dû y aller. J’ai dû signer à l’hôpital, nous aurions aimé un enfant, ça aurait été notre bonheur… »[8]
  - « Le 21 mars 1946 j’ai accouché à l’hôpital, je me suis fait stériliser pour ne plus avoir d’enfant. C’est la commune qui a exigé que j’aille à l’hôpital. Le Syndic est venu chez nous, nous voulions attendre puis c’est le docteur qui n’a pas permis que j’aie un autre enfant. »[8]

### Autres exemples
Yves Delaporte écrit un passage de témoignage dans le livre les sourds, c'est comme ça: « Robert passe la visite médicale préalable à l'obtention du permis de conduire. Le médecin lui refuse son autorisation, et déclare : "Revenez me voir quand vous vous serez fait implanter" ».